# Mykoła Dylecki

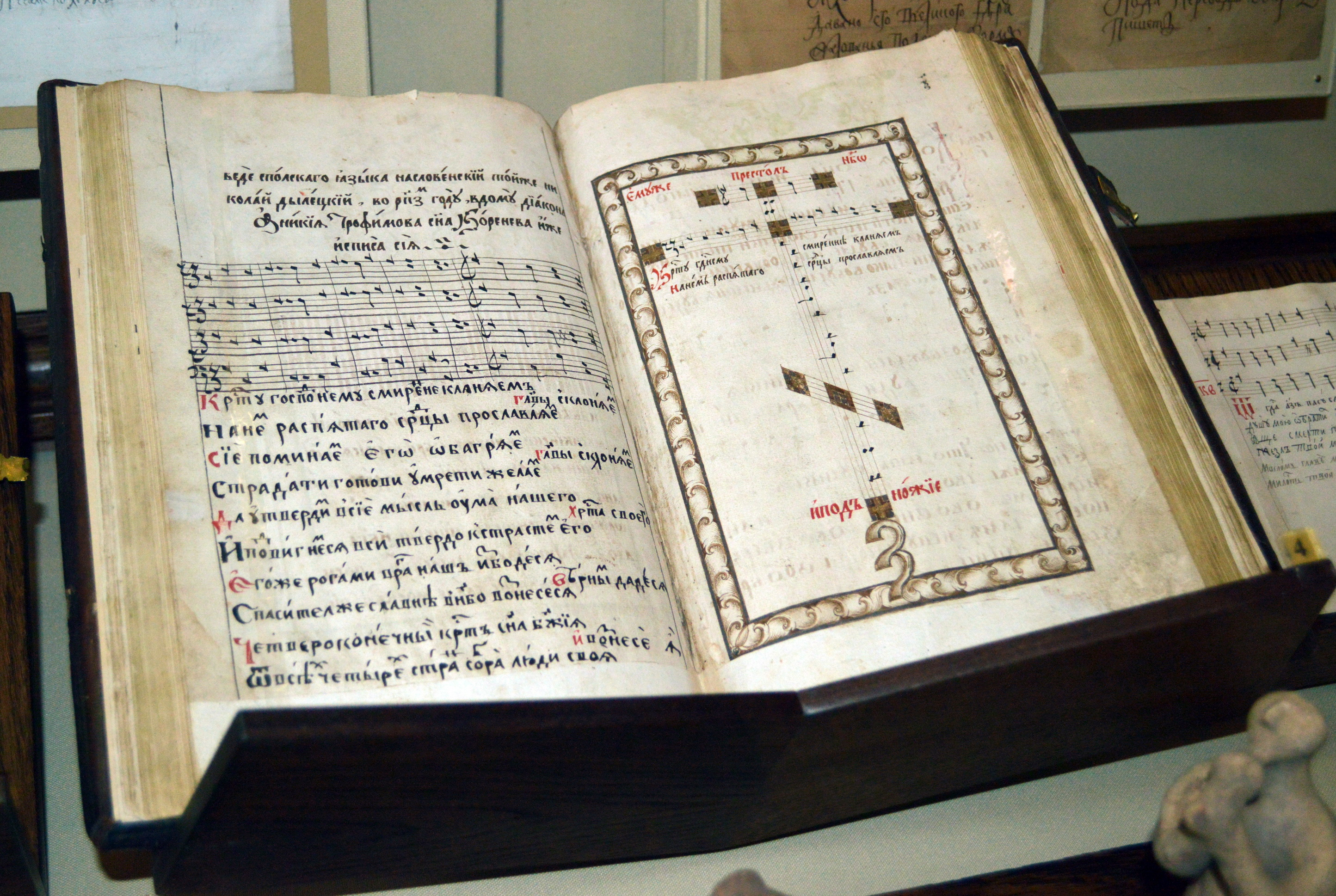
XVIII-wieczne wydanie Gramatyki muzycznej Dyleckiego

Mykoła Pawłowicz Dylecki (ukr. Микола Павлович Дилецький), ros. Николай Павлович Дилецкий, Nikołaj Pawłowicz Dilecki (ur. ok. 1630 w Kijowie, zm. 1680 lub 1681 w Moskwie) – ukraiński kompozytor i teoretyk muzyki.

## Życiorys
Biografia Dyleckiego jest pełna luk i słabo nakreślona przez źródła. Przez dłuższy czas przebywał w Wilnie, gdzie przypuszczalnie uczył się muzyki na tamtejszej Akademii. W latach 1651–1659 najprawdopodobniej kontynuował edukację w Warszawie. Po 1675 roku wyjechał do Rosji. Mieszkał w Moskwie i Smoleńsku, a od 1678 roku osiadł na stałe w Moskwie, gdzie prawdopodobnie działał jako pedagog. Związany był z dworem Stroganowów.

## Twórczość
Jest autorem traktatu Gramatyka muzyczna, w którym rozpatrywał techniczną stronę kompozycji, pisał o emocjonalnym oddziaływaniu muzyki oraz systemie heksachordalnym. Dzieło to miało trzy redakcje: polską, zaginioną (wyd. Wilno 1675), staro-cerkiewno-słowiańską (Smoleńsk 1677) oraz rosyjską (Moskwa 1679). Był to pierwszy podręcznik do teorii muzyki i kompozycji wydany w języku rosyjskim.
Był osobą dobrze wykształconą, zaznajomiony był z osiągnięciami ówczesnych kompozytorów polskich, w tym Marcina Mielczewskiego i Jacka Różyckiego, do których twórczości się odwoływał.
Spośród zachowanej jedynie fragmentarycznie twórczości muzycznej Dyleckiego znanych jest 6 nabożeństw i 2 koncerty dwuchórowe. Działając w okresie po reformie liturgicznej patriarchy Nikona brał aktywny udział w przeszczepieniu na grunt muzyki cerkiewnej nowych form i technik zapożyczonych z zachodnioeuropejskiej muzyki barokowej.